# 35e Film Independent Spirit Awards
De uitreiking van de 35e Film Independent Spirit Awards vond plaats op 8 februari 2020 in Santa Monica tijdens een ceremonie die werd gepresenteerd door Aubrey Plaza. De genomineerden werden bekendgemaakt door actrices Zazie Beetz en Natasha Lyonne op 21 november 2019.

## Winnaars en genomineerden
De winnaars staan bovenaan in vet lettertype.

### Beste film
- The Farewell
  - Clemency
  - A Hidden Life
  - Marriage Story
  - Uncut Gems

### Beste debuutfilm
- Booksmart
  - The Climb
  - Diane
  - The Last Black Man in San Francisco
  - The Mustang
  - See You Yesterday

### Beste regisseur
- Benny Safdie en Josh Safdie - Uncut Gems
  - Robert Eggers - The Lighthouse
  - Alma Har'el - Honey Boy
  - Julius Onah - Luce
  - Lorene Scafaria - Hustlers

### Beste script
- Marriage Story - Noah Baumbach
  - Clemency - Chinonye Chukwu
  - High Flying Bird - Tarell Alvin McCraney
  - To Dust - Jason Begue en Shawn Snyder
  - Uncut Gems - Ronald Bronstein, Benny Safdie en Josh Safdie

### Beste eerste script
- See You Yesterday - Fredrica Bailey en Stefon Bristol
  - Blow the Man Down - Bridget Savage Cole en Danielle Krudy
  - Driveways - Hannah Bos en Paul Thureen
  - Greener Grass - Jocelyn Deboer en Dawn Luebbe
  - The Vast of Night - James Montague en Craig W. Sanger

### Beste mannelijke hoofdrol
- Adam Sandler - Uncut Gems
  - Chris Galust - Give Me Liberty
  - Kelvin Harrison jr. - Luce
  - Robert Pattinson - The Lighthouse
  - Matthias Schoenaerts - The Mustang

### Beste vrouwelijke hoofdrol
- Renée Zellweger - Judy
  - Karen Allen - Colewell
  - Hong Chau - Driveways
  - Elisabeth Moss - Her Smell
  - Mary Kay Place - Diane
  - Alfre Woodard - Clemency

### Beste mannelijke bijrol
- Willem Dafoe - The Lighthouse
  - Noah Jupe - Honey Boy
  - Shia LaBeouf - Honey Boy
  - Jonathan Majors - The Last Black Man in San Francisco
  - Wendell Pierce - Burning Cane

### Beste vrouwelijke bijrol
- Zhao Shuzhen - The Farewell
  - Jennifer Lopez - Hustlers
  - Taylor Russell - Waves
  - Lauren "Lolo" Spencer - Give Me Liberty
  - Octavia Spencer - Luce

### Beste cinematografie
- The Lighthouse - Jarin Blaschke
  - Honey Boy - Natasha Braier
  - Hustlers - Todd Banhazl
  - Midsommar - Pawel Pogorzelski
  - The Third Wife - Chananun Chotrungroj

### Beste montage
- Uncut Gems - Ronald Bronstein en Benny Safdie
  - Give Me Liberty - Kirill Mikhanovsky
  - The Lighthouse - Louise Ford
  - Sword of Trust - Tyler L. Cook
  - The Third Wife - Julie Béziau

### Beste internationale film
- Parasite, Zuid-Korea - Bong Joon-ho
  - Invisible Life, Brazilië - Karim Aïnouz
  - Les Misérables, Frankrijk - Ladj Ly
  - Portrait of a Lady on Fire, Frankrijk - Céline Sciamma
  - Retablo, Peru - Álvaro Delgado-Aparicio
  - The Souvenir, Verenigd Koninkrijk - Joanna Hogg

### Beste documentaire
- American Factory
  - Apollo 11
  - For Sama
  - Honeyland
  - Island of the Hungry Ghosts

### John Cassavetes Award
Deze prijs is voor de beste film gemaakt voor minder dan $500.000.
- Give Me Liberty
  - Burning Cane
  - Colewell
  - Premature
  - Wild Nights with Emily

### Robert Altman Award
Deze prijs voor beste ensemble wordt gegeven aan de regisseur, de casting director en de cast.
- Marriage Story
  - Regisseur: Noah Baumbach
  - Casting directors: Douglas Aibel en Francine Maisler
  - Cast: Alan Alda, Laura Dern, Adam Driver, Julie Hagerty, Scarlett Johansson, Ray Liotta, Azhy Robertson en Merritt Wever

## Films met meerdere nominaties
De volgende films ontvingen meerdere nominaties:
| Nominaties | Film                                | Awards |
| ---------- | ----------------------------------- | ------ |
| 5          | The Lighthouse                      | 2      |
| 5          | Uncut Gems                          | 3      |
| 4          | Give Me Liberty                     | 1      |
| 4          | Honey Boy                           |        |
| 3          | Clemency                            |        |
| 3          | Hustlers                            |        |
| 3          | Luce                                |        |
| 3          | Marriage Story                      | 2      |
| 2          | Burning Cane                        |        |
| 2          | Colewell                            |        |
| 2          | Diane                               |        |
| 2          | Driveways                           |        |
| 2          | The Farewell                        | 2      |
| 2          | The Last Black Man in San Francisco |        |
| 2          | The Mustang                         |        |
| 2          | See You Yesterday                   | 1      |
| 2          | The Third Wife                      |        |